# Choker
"Choker" é uma canção escrita e gravada pela dupla musical norte-americana Twenty One Pilots. É o segundo single de seu sexto álbum de estúdio, Scaled and Icy (2021). A faixa foi lançada em 30 de abril de 2021, junto com um videoclipe, dirigido por Mark C. Eshleman.

## Desempenho nas tabelas musicais
| Tabela musical (2021)                                   | Melhor posição |
| ------------------------------------------------------- | -------------- |
| República Checa (Singles Digitál Top 100)               | 46             |
| Eslováquia (Singles Digitál Top 100)                    | 79             |
| Estados Unidos (Billboard Hot Rock & Alternative Songs) | 14             |
| Mundo (Billboard Global 200)                            | 149            |
| Irlanda (IRMA)                                          | 83             |
| Lituânia (AGATA)                                        | 90             |
| Reino Unido (UK Singles Chart)                          | 88             |